# Партія вільних демократів
«Партія Вільних Демократів» — сучасна українська політична партія. Зареєстрована 2 листопада 1999 року. Керівники партії — Михайло Бродський, заступник голови — Юрій Сахно, почесний голова — Сергій Одарич.

## Історія
Партія була створена в жовтні 1999 року як політична сила «Яблуко», офіційно зареєстрована на початку листопада того ж року. Першим головою партії було обрано народного депутата Віктора Чайку. В грудні того ж року у Верховній Раді було створено депутатську групу партії у складі 7 осіб:
- Віктор Чайка
- Михайло Бродський
- Юрій Сахно
- Сергій Потімков
- Сергій Подгорний
- Анатолій Литюк
- Віктор Ткачук

В січні 2000 року група увійшла до складу парламентської більшості, а Михайло Бродський отримав посаду голови комітету з питань підприємництва. У вересні 2000 року в парламенті було створено фракцію партії, чисельність якої у різний час була від 14 до 19 осіб.
На парламентських виборах до Верховної Ради 2002 року партія набрала 1,15 % голосів. На наступному з'їзді з червня 2002 головою політичної сили було обрано Михайла Бродського, першим заступником — Юрія Сахна.
У червні 2005 року партія «Яблуко» оголосила про свою ліквідацію, для чого свою роботу початку ліквідаційна комісія. У грудні 2006 року «Яблуко» вирішило відмовитися від своєї ліквідації.
«Яблуко» брало участь у виборах до парламенту 2006 року у складі партії «Батьківщини», на дострокових парламентських виборах 2007 року — самостійно. Тоді ж партія змінила свою назву на сучасну і стала Партією Вільних Демократів (ПВД). Однак не набравши достатньої кількості голосів виборців (0,21 %), політична сила не потрапила до парламенту.
Партія мала один з найменш чисельних виборчих списків — 105 осіб.
Перша п'ятірка від партії:
1. Сергій Одарич
2. Михайло Бродський
3. Микола Мельниченко
4. Дмитро Видрін
5. Любов Стасів

У 2006—2008 роках Михайло Бродський, Юрій Сахно та Сергій Подгорний були депутатами Київської міської ради, де виступали як опоненти більшості Леоніда Черновецького.
Інші члени ПВД (або колишнього «Яблука») — політолог Дмитро Видрін, колишній міський голова Луганська та колишній губернатор Луганщини Олексій Данілов.

## Структура
Центральні статутні органи партії: з'їзд, політична рада, президія політичної ради, секретаріат, ревізійна комісія; керівні особи: голова партії, перший заступник голови партії, заступники голови партії, голова секретаріату.

## ПВД та Черкаси
У березні 2006 року Сергія Одарича, одного з членів партії, було обрано депутатом до Черкаської міської ради, а 17 листопада того ж року — міським головою Черкас і політична сила потроху почала «вкорінюватись» у цьому місті. На виборах до Черкаської міської ради 2006 року вона ще не була представлена, так як міським головою став опальний до Володимира Олійника кандидат.
Однак на наступних виборах, що проходили 2010 року, партія пройшла до міської ради під назвою Вільні демократи.
Тоді вона стала найбільшою фракцією і налічувала у своєму складі 13 депутатів (Армен Акопян, Марина Волошенко, Станіслав Головін, Наталія Даньковська, Денис Жмаєв, Олег Ліходькін, Ніна Набокіна, Олександр Нагорний, Олег Стадник, Роман Макуха, Олександр Савенко, Сергій Ткаченко та Володимир Шиятий). 2007 року Сергій Одарич став почесним головою ПВД, яка тим самим перетворилась на чи не єдину партією в Україні місцевого рівня, яка не мала центрального апарату в Києві.
Без депутатської підтримки у міській раді мер почав активну роботу по розвитку Черкас. Як результат успішної роботи стало його переобрання 2010 року на посаду міського голови. 2013 року, за ініціативи фракції Партії регіонів у міській раді, міського голову було знято з посади. Однак 17 червня 2014 року жителі Черкас вже вкотре довірили керувати містом Сергію Одаричу, довівши тим самим лояльне ставлення до міського голови та ПВД. На наступних виборах до міської ради того ж 2014 року Вільні демократи знову отримали більшість — цього разу фракція складалась з 12 обраних депутатів (Микола Бондаренко, Володимир Гриценко, Наталія Даньковська, Олександр Згіблов, Микола Кудрявцев, Олег Ліходькін, Роман Макуха, Василь Маринкевич, Оксана Мелікова, Микола Панченко, Олег Роскопін та Ольга Швець).
Після Революції гідності на позачергових виборах у місцеві ради 2015 року, ПВД знову брало участь у виборах до Черкаської міської ради, але цього разу такої більшості не отримала. Нині діюча міська рада спочатку нараховувала 8 депутатів і була на той час найбільшою фракцією, але з часом зменшилась і станом на лютий 2018 року складає 5 осіб (Володимир Гриценко, Олександр Згіблов, Тарас Коломієць, Інна Михайлюк та Василь Соломаха). Не добре склалась ситуація для Сергія Одарича із переобранням 2015 року міського голови, він програв нині діючому меру Анатолію Бондаренку, однак увійшов до складу міської ради у якості депутата. З часом з фракції ПВД у міській раді було виключено Альону Цегвінцеву, Максима Шадловського та Тетяну Чорнобіль.